# Сопряжённые числа

Геометрическое представление и его сопряжённого на комплексной плоскости

Сопряжённые числа (комплексно-сопряжённые числа) — пара комплексных чисел, обладающих одинаковыми действительными частями и равными по абсолютной величине, но противоположными по знаку, мнимыми частями. Например, сопряжёнными являются числа {\displaystyle 3+4i} и {\displaystyle 3-4i}. Число, сопряжённое к числу {\displaystyle z}, обозначается {\displaystyle {\overline {z}}}. В общем случае, сопряжённым к числу {\displaystyle z=a+ib} (где {\displaystyle a} и {\displaystyle b} — действительные числа) является {\displaystyle {\overline {z}}=a-ib}.
Например:
{\displaystyle {\overline {3-2i}}=3+2i}
{\displaystyle {\overline {7}}=7}
{\displaystyle {\overline {i}}=-i.}
На комплексной плоскости сопряжённые числа представлены точками, симметричными относительно действительной оси. В полярной системе координат сопряжённые числа имеют вид {\displaystyle re^{i\phi }} и {\displaystyle re^{-i\phi }}, что непосредственно следует из формулы Эйлера.
Сопряжёнными числами являются корни квадратного уравнения с действительными коэффициентами и отрицательным дискриминантом.

## Свойства
Для произвольных комплексных чисел {\displaystyle z} и {\displaystyle w}:
- {\displaystyle {\overline {z\pm w}}={\overline {z}}\pm {\overline {w}}},
- {\displaystyle {\overline {zw}}={\overline {z}}\;{\overline {w}}}
- {\displaystyle {\overline {z}}=z\Leftrightarrow z} является действительным числом,
- {\displaystyle {\overline {z^{n}}}={\overline {z}}^{n}} для всех целых {\displaystyle n},
- {\displaystyle \left|{\overline {z}}\right|=\left|z\right|},
- {\displaystyle {\left|z\right|}^{2}=z{\overline {z}}={\overline {z}}z},
- {\displaystyle {\overline {\overline {z}}}=z} (то есть, сопряжение является инволюцией),
- {\displaystyle z^{-1}={\frac {\overline {z}}{{\left|z\right|}^{2}}}}, если {\displaystyle z} не равно нулю. С помощью этого свойства вычисляют обратное комплексного числа заданного в прямоугольных координатах.

Если {\displaystyle \phi } является голоморфной функцией, сужение которой на множество действительных чисел является действительной функцией, и определены {\displaystyle \phi (z)}, то:
{\displaystyle \phi ({\overline {z}})={\overline {\phi (z)}}}.
В частности:
- {\displaystyle \exp({\overline {z}})={\overline {\exp(z)}}}
- {\displaystyle \log({\overline {z}})={\overline {\log(z)}}}, если {\displaystyle z} не равно нулю.
- если {\displaystyle p} — полином с действительными коэффициентами и {\displaystyle p(z)=0}, то также {\displaystyle p({\overline {z}})=0}, то есть комплексные (не действительные) корни таких многочленов всегда образуют комплексно-сопряжённые пары.

## Определение координат числа и сопряжения
Прямоугольные и полярные координаты комплексного числа могут быть определены с помощью формул:
- {\displaystyle x=\operatorname {Re} \,(z)=(z+{\overline {z}})/2}
- {\displaystyle y=\operatorname {Im} \,(z)=(z-{\overline {z}})/2i}
- {\displaystyle \rho =\left|z\right|={\sqrt {z\cdot {\overline {z}}}}}
- {\displaystyle e^{i\theta }=z/\left|z\right|=e^{i\arg z}={\sqrt {z/{\overline {z}}}}} (если {\displaystyle z} не равно нулю).